# Pungut Mudik
Pungut Mudik is een bestuurslaag in het regentschap Kerinci van de provincie Jambi, Indonesië. Pungut Mudik telt 744 inwoners (volkstelling 2010).